# Воте, Анни
Анни Августа Элиза Воте (нем. Anny Auguste Elise Wothe); или Анни Ман (нем. Anny Mahn); или Анни Вот-Ман (нем. Anny Wothe-Mahn; 1858—1919) — немецкая писательница, редактор, издатель и журналистка XIX—XX вв.

## Биография
Анни Огюст Элиза Воте родилась 30 января 1858 года в столице Королевства Пруссия городе Берлине и происходила из богатой купеческой семьи. Она успешно училась во Французской соборной школе в столице, а затем брала частные уроки.

Французская соборная школа в городе Берлине

После того, как семья Воте столкнулась с финансовыми трудностями, Анни, чтобы не обременять близких, в 1881 году переехала в город Лейпциг, где избрала себе профессию литератора.
В 1882 году она основала женский журнал «Deutsche Frauenblätter», который самостоятельно редактировала до 1885 года, когда в связи с грядущим браком продала издание и в том-же году Анни Воте вышла замуж за лейпцигского книготорговца Адольфа Мана (нем. Adolf Mahn).
В 1888 году супруги совместно основали еженедельный журнал «Von Haus zu Haus», который  Анни Ман редактировала до 1906 года. Даже после закрытия издания Анни Манн работала как очень продуктивный и успешный писатель популярной литературы.
Во время Первой мировой войны она писала скорее банальную литературу о патриотизме и настойчивости во славу Германии.
Анни Ман умерла 30 июля 1919 года в Лейпциге и успела увидеть своими глазами, к чему привели её призывы «продолжать войну до победного конца».